# 카를 슈미트
카를 슈미트(독일어: Carl Schmitt, 1888년 7월 11일 - 1985년 4월 7일)는 독일의 법학자, 정치철학자다.
1888년 플레텐베르크에서 태어나 베를린, 뮌헨, 스트라스부르에서 법학을 전공했다. 천주교 신자였지만 1920년대에 교회에서 이탈했다. 1920년대에 슈미트는 그라이프스발트, 본, 뮌헨에서 강의를 했다. 1932년 쾰른으로 옮겼고 『정치적인 것의 개념』을 출판했다. 프로이센 쿠데타 시국에서 파펜 내각을 법적으로 지원했다.
1933년 아돌프 히틀러가 수상이 되자 나치당에 입당했다. 슈미트는 법학자이자 프로이센 주의회 의원, 베를린 대학교 교수로서 활발하게 활동했다. 1936년, 나치 친위대의 견제를 받아 공직에서 모두 사퇴하였으나 헤르만 괴링의 보호를 받아 신변은 무사했다. 제2차 세계대전 이후 1년 정도 수용소 생활을 했다가 고향 플레텐베르크로 귀향했다. 슈미트는 탈나치화를 거부했기에 학계로 돌아갈 수 없었다. 그럼에도 고향에서 혼자 연구를 계속했고 슈미트를 방문하는 학자들도 끊이지 않았다. 1985년 4월 7일 향년 96세로 사망했다.
슈미트는 정치권력의 행사에 대한 광범위한 저술을 남겼다. 그는 권위주의적 보수 정치이론가로서 의회민주주의, 자유주의, 코스모폴리타니즘에 대한 가열찬 비판자였다. 슈미트의 저작은 정치학, 법학, 대륙철학, 정치신학을 망라한다. 그러나 슈미트의 저작은 논쟁적이며, 이는 대부분 그의 나치즘에 대한 지적 헌신과 능동적 부역 때문이다. 『스탠퍼드 철학백과사전』에 따르면, “슈미트는 자유주의 헌정질서의 약점과 자유주의적 코스모폴리터니즘의 약점을 예리하게 관찰해낸 분석가였다. 그러나 그가 선호한 치료법이 질환보다 무한히 더 나빴다는 것은 의심의 여지가 있을 수 없다.”
라인하르트 메링 등의 전기 작가들에 의하면 생전에 사생활에서 슈미트는 반유대주의 심리, 자기파괴적이고 강박적인 성적 충동, 그리고 부르주아적 삶에 대한 분노 등으로 인해 극심한 불안과 괴로움을 겪었고 이것이 그의 실제 행적들에 깊은 영향을 미쳤다고 한다.

## 가톨릭 주의자
젊은 시절, 슈미트는 "1920년대 중반 (아내와의 이혼 때문에 가톨릭으로부터 파문당하면서) 교회와 결별하기 전까지 독실한 가톨릭 신자였다."  제1차 세계대전 말경부터 그는 자신의 가톨릭 신앙을 "자리에서 밀려난(displaced)" 것, 그리고 "전체성을 상실한(de-totalised)" 것으로 묘사하기 시작했다.
이전부터 슈미트는 "나에게 가톨릭 신앙은 조상 때부터 종교다. 나는 단지 신앙고백의 점에서 가톨릭일 뿐만 아니라 출신으로부터나 감히 말한다면 인종으로부터 보아도 가톨릭이다"라고 이야기 하였다. 
그 가톨릭 주의는 슈미트 헌법이론의 가톨릭 신학에서 말하는 성과 속의 통일성을 추구하는 형태로 나타난다. 성과 속의 통일성 관념은 그의 모든 이론과 저작에서 면밀히 흐르고 있다. 그러므로 그의 '정치신학은 성과 속의 이원론적 대립을 기초로 하는 프로테스탄트 신학과 국법학에 전면석으로 대항하는 가톨릭 주체의식의 학문적 표현이었다. 그리고 그의 가톨릭주의는 이러한 성과 속의 통일체인 가톨릭 교회를 모범으로 하여 헌법이론을 구성하는 태도에서도 명백히 나타난다.
젊은 시절 슈미트가 세속화 시대의 대안으로서 내놓은 것은 가톨릭 교회였고, 그 다음은 가톨릭 교회를 모범으로 하며 그 병렬로서 형성된 근대 절대주의 국가의 질서였다. 이러한 모델에서 묘사된 포괄적인 질서 원리가 '대표'(Reprasentation)였다. 이것은 그의 헌법사상, 정치이론 그리고 기타의 문화이론을 지배하는 원리였다.
슈미트는 가톨릭의 자의식을 선명히 가지면서 자신의 학문적 만족의 장을 헌법학에서 발견하고, 공법적 형상인 가톨릭 교회의 파악을 통해서 법학과 신앙을 결합시켰다. 거기서 그는 가톨릭 주의를 거점으로 하여 헌법학적 결론을 도출하였다. 그는 결단주의적 법질서인 국가의 모범을 가톨릭 교회에서 찾았다.
나치당에 가입하면서 그는 현실 정치에 깊이 관여하게 되었고, 이 시기의 저서들에서는 종교적 성향이 거의 드러나지 않는다. 메링 등이 지적했듯, 정치적 개념을 세속화된 현실주의적인 '적과 동지의 격렬한 투쟁'으로 정의한 『정치적인 것의 개념』에서는 본질적으로 "가톨릭적인 주제는 존재하지 않는다." 이 작품에 분노한 비평가들 가운데는 가톨릭 신학자들도 있었다.
말년에 그는 은둔 생활을 하며 다시 종교와 신학, 정치 등이 얽힌 여러 방면으로 해석되는 저서들을 집필했다.

## 나치와의 협력
슈미트는 1933년 5월 1일 나치당에 입당했다. 헤르만 괴링 의장은 곧 그를 프로이센 추밀원의 고문관으로 임명했고, 11월엔 독일사회민주당 법학자 연맹의 장이 되었다. 그는 자신의 사상을 나치의 이념적 기반으로 생각했고, 국가의 총통(Führer) 정당화가 특히 독재자(auctoritas) 개념을 통한 법철학에 관한 고려를 통해 이뤄질 수 있다고 보았다.
1934년 6월에 슈미트는 독일 법학자 신문의 편집장이 되었고, 같은 달에 그는 ‘장검의 밤’에 일어났던 정치적 살인을 “가장 고결한 행정적 정의의 형태”(höchste Form administrativer Justiz)라고 정당화했다.
슈미트는 스스로를 급진 반유대주의자로 생각했으며 베를린에서 1936년 10월에 있던 법학자들의 집회에서 그 장으로 활동했다. 이 집회에서 그는 "독일 법이 유대 정신(jüdischem Geist)의 오염에서부터 깨끗해져야 한다"고 말했으며, 그 집회 이후 "유대인 학자가 발표하는 모든 논문에는 유대인임을 상징하는 작은 심볼이 부착되어 있어야 한다"고 말했다. 그럼에도 두 달 뒤인 12월에 SS가 발표한 〈암약하는 반체제 조직〉(Das schwarze Korps)에서 그는 기회주의적 존재이자 가톨릭에 기반한 헤겔주의적 국가사상가이며 그의 반유대주의는 단순한 겉치레에 불과하다는 점이 그가 초기에 발표한 나치의 급진 이론을 비판한 발언들의 인용을 통해 비판 받았다. 그 뒤, 슈미트는 그의 주요한 공직들을 잃었으며, 나치의 주도적 법학자의 지위에서부터 은퇴했다. 다만 베를린 대학의 교수직은 유지했다.
1945년 슈미트는 미군에게 체포되었다. 그는 1년여간의 수용소 생활 끝에 그의 고향인 플레텐베르크로 1946년에 돌아갈 수 있었다. 그 이후에 그는 플레텐베르크-파젤의 안니 슈탄트의 집으로 돌아갈 수 있었다. 학계나 정계의 주류로터 고립되어 있었음에도 그는 특히 국제법에 대한 연구를 1950년대부터 계속할 수 있었다. 그는 노쇠할 때까지 그의 친구 및 젊은 지식인들의 끊임없는 방문을 받았는데, 방문객 가운데에는 에른스트 융거, 야코프 타우베스, 알렉상드르 코제브 등의 인물이 포함되어 있었다. 슈미트는 1985년 4월 7일에 97세를 일기로 별세했으며 그의 시신은 플레텐베르크에 매장되었다.
슈미트가 나치 치하에서 했던 행위들에 대한 최근의 몇몇 변명에도(그가 살아있는 동안 어떠한 변명도 스스로 하지는 않았다), 나치 치하의 그의 행위는 초기 하이데거의 행위와 함께 기억된다. 슈미트는 그의 나치 체제에서 유력한 지위를 누렸으며, 나치의 권력 강탈에 대해 사법적 외관(façade)을 제공해 준 인물이기도 하다. 슈미트의 매우 통찰력있는 정치적 마인드는 나치의 진정한 본성과 그들의 리더십에 관해 실수를 범한 것이 아니라는 것을 보여주는 것 같다. 슈미트는 명백하게 심지어 독재적 권력까지 가진 강력한 권력을 선호했으나, 그러한 권력의 형태가 히틀러 총통의 체제를 지향하는 것인지 아니면 권위주의적인 오토 폰 비스마르크의 체제를 지향하는 것인지에 대해서는 질문이 열려 있다. 만일 우리가 관대한 쪽으로 기울어질 경우, 그가 히틀러를 비스마르크로 착각했다고 볼 수도 있을 것이다. 그러나 이런 관대한 의견은 슈미트의 <<독재론>>을 읽어 보았을 때 의심받게 된다. 그는 계엄적 독재의 장을 위한 비난을 주권적 독재에 반대하기 위해 행했기 때문이다. 이것은 슈미트의 논의 가운데 꽤나 역설적인 부분 가운데 하나인데, 그는 나치가 승리하는 시기까지만 해도 그가 궁극적으로 그와 같은 사람의 역할이 줄어드는 체제를 지원할 것을 선언했기 때문이다. 어찌됐든 나치당 안에서 그의 지위는 그를 나치 독일 내의 법철학의 최고 권위로 만들기 위해 슈미트 스스로가 사용했던 것은 사실이다.

## 작업

### 《독재론》
슈미트는 1921년 논문 《독재론》(Die Diktatur)에서 신생 바이마르 공화국의 기초를 논하며 독일 대통령의 직책을 강조했다. 논문에서 슈미트는 새 헌법의 효율적인 요소와 비효율적인 요소를 비교 대조하는데, 그는 예외 상태(Ausnahmezustand)를 선언할 권한이 부여된 대통령 직위를 두고 효율적인 요소라고 평가한다. 그가 암묵적으로 독재적이라고 칭찬한 이 권한은 의회에서 토론과 타협을 통해 느리고 비효율적으로 도달하는 입법권의 과정보다 정부의 근본적인 사고방식에 더 일치했다.
그는 "독재"라는 개념을 둘러싼 금기시를 제거하고 의회정치와 관료제의 느린 과정 이외의 수단을 통해 권력이 행사될 때마다 이 개념이 암묵적으로 존재한다는 것을 보여주려 하였다.
국가의 헌법이 민주적이라면, 민주적 원칙을 예외적으로 부정하는 모든 행위, 다수의 승인 없이 국가 권력을 행사하는 모든 행위를 독재라고 부를 수 있다.

슈미트에 따르면 결정적인 행동을 취할 수 있는 모든 정부는 헌법 내에 독재적 요소를 포함해야만 한다. 독일어에서 Ausnahmezustand라는 말은 "비상사태"나 "계엄"으로 번역될 수 있지만 문자 그대로는 "예외 상태"를 의미하는데, 이는 슈미트에 따르면 일반적인 모든 법적 제약으로부터 행정부를 해방시키는 역할을 한다. "예외"라는 용어의 사용은 여기서 강조되어야 한다. 슈미트는, 조르조 아감벤이 지적했듯이, 주권을 예외 상태를 시작하기로 결정할 수 있는 권한으로 정의한다. 아감벤에 따르면, 슈미트가 "예외 상태"를 주권의 핵심 요소라고 개념화한 것은 발터 벤야민의 "순수한 폭력"-"혁명적 폭력" 개념에 대한 반응인데 이는 권리와는 어떠한 관계도 없었다. 슈미트는 예외상태를 통해 모든 유형의 폭력을 권리에 포함시켰고, 이는 히틀러의 권력에 있어서 "지도자는 법을 수호한다"(Der Führer schützt das Recht)는 공식화를 이끌어냈다.

### 《정치신학》
1922년에는 《정치신학》(Politische Theologie)이라는 독재에 관한 또 다른 논문이 이어진다. 이 글에서 슈미트는 오늘날에는 악명높은 "주권자는 예외를 결정하는 자이다"라는 정의로 자신의 권위주의 이론에 더 많은 내용을 붙인다. 슈미트가 말하는 "예외"란 그가 독재론에서 처음 도입한 예외 상태(Ausnahmezustand) 원칙에 따라 법치주의 밖으로 나아가 어떤 위기를 관리한다는 것을 의미했다. 슈미트는 이 위기를 "극도로 위험한 경우, 국가의 존속에 대한 위험 또는 이와 유사한 것"이라고 느슨하게 정의했다. 이런 이유로 슈미트는 "예외"를 일종의 "경계선 개념"으로 이해하는데, 그것이 정상적인 법적 질서의 범위에 속하지 않기 때문이다. 슈미트는 이 문제에 대한 동시대 학자들, 특히 한스 켈젠이 제시한 주권에 대한 정의에 반대한다. 켈젠의 작업은 논문의 여러 지점에서 비판되고 있으며, 예외 상태론은 "규범주의"에 대한 비판이었다. 규범주의는 켈젠이 발전시킨 실증주의적 법 개념으로서, 법을 모든 상황에서 추상적이고 일반적으로 적용 가능한 규범의 표현으로 보았다.

### 《정치적인 것의 개념》
슈미트는 "정치적인 것"을 정체성에 있어 가장 필수적인 것으로서 보았는데, 이는 (수익성과 비수익성을 구분짓는) 경제 등 다른 어떤 영역과도 동일하지 않은 무언가였다. 교회가 종교에서 우세하고 사회가 경제에서 우세하듯이, 국가는 보통 정치에서 우세했다. 슈미트에게 정치는 다른 영역과 독립적이거나 구분되는 것이면서도, 정치의 지점에 도달하면 다른 영역을 결정할 실존적 기반이 되었다. 예를 들어 종교는 "친구"와 "적"을 명확하게 구분할 때 더 이상 단순히 신학적인 것이 아니게 된다.
그에 의하면 정치적 개념과 이미지는 선천적으로 논쟁의 대상이다. 패권을 잡은 세력은 정치적 개념이 어떤 목적을 위해 어떻게 적용될지 통제하고 지시하며, 적을 식별 가능하게 만듦으로서 사회 질서가 포함하거나 배척할 것을 규정하고 항상 이를 정치적 단어와 상징으로 표현하려 한다.
모든 정치적 개념, 이미지, 용어는 논쟁적 의미를 가지고 있다. 그것들은 특정한 갈등에 초점을 맞추고 구체적인 상황에 묶여 있다. 그 결과(전쟁이나 혁명으로 나타나는)는 친구-적 구분인데, 이 상황이 사라지면 공허하고 유령 같은 추상화로 변한다. 국가, 공화국, 사회, 계급와 같은 단어나 주권, 입헌 국가, 절대주의, 독재, 경제 계획, 중립적 또는 전체적 국가 등의 말은, 그러한 용어에 의해 영향을 받거나, 맞서 싸워지거나, 반박되거나, 부정되는 이가 누구인지 명확히 하지 않으면 의미가 없다.

슈미트는 그의 유명한 공식에서 국가 주권과 자율성의 개념적 기반을 "친구와 적의 구별"에 둔다.
정치적 적은 반드시 도덕적으로 사악하거나 미적으로 추할 필요는 없다. 그러나 그럼에도 불구하고 그는 타자, 낯선 사람이다.

이 구별은 "존재론적으로" 결정되어야 하는데, 다시 말해 적은 "특별히 강렬한 방식으로, 존재론적으로 다르고 이질적인 존재로서 극단적인 경우 그와의 갈등이 가능한" 사람이어야 한다. 그러한 적대는 국적에 기반을 둘 필요조차 없다. 갈등이 정치적 실체 간의 폭력적인 투쟁으로 발전할 만큼 잠재적으로 강렬한 한, 적대의 실제적 본질은 무엇이든 될 수 있다. 이 책에서 슈미트는 여러 가지 다른 유형의 적을 구별하며, 정치적 적은 도덕적 직관보다는 국가의 안전에 대한 정당한 관심에서 생겨야 한다고 말한다.

## 영향
조르조 아감벤과 상탈 무페를 비롯한 많은 저자들에 따르면 칼 슈미트는 오늘날 우파에게 필수적인 참고 대상인 만큼 좌파에게도 그런 인물이 되어가고 있다고 한다. 그의 논의는 슈미트의 위치에 대한 해석에서뿐만 아니라 그가 현재 정치학의 문제에 매우 적절한 문제를 제기하고 있기 때문이다. 예외 상태의 문제처럼 말이다. 예를 들어 조지 W. 부시 대통령의 연설 속에서는 리처드 닉슨이 외친 주장이 메아리치고 있는데, 이 속에는 전쟁상태에서의 사법적인 예외적 관리 권력에 대한 주장이 담겨 있다. 이와 같은 권력은 영장 없는 전자적 감시 금지법의 범주를 제한할 수 있다거나, 그와 같은 감시의 모든 불법성이 다만 겉으로 보이는 것에 불과해 사실을 합법적일 수 있다는 논의를 이끌어 내고 있다. 이는 외국 스파이 감시 법안{the Foreign Intelligence Surveillance Act}과 같은 법의 내용에 대한 위반에도 불구하고 일반적인 법에서의 전쟁상태 하의 최고통수권자로서의 대통령의 헌법적 권위와 대통령이 어쨌든 의회에 의해 군대를 사용할 수 있도록 승인된 절대적 권위를 받았다는 점에 의해 뒷받침된다. 좀 더 슈미트주의자다운 말로 하자면, 주권이 존재하는 장소는 사법적 질서의 안과 바깥 모두이며 주권은 그의 권력을 어떠한 법률로도 제한할 수 있다고 간주될 수 없는 권력이다. 단일 권력자 이론에 기초한 비슷한 논증이 최근 하원과 상원에서 통과된 고문 금지법에 붙은 공식적 성명에서 또 만들어지기도 했다. 아감벤과 무페의 독자들은 슈미트의 작업에 담긴 정신과 그 내용에서부터 끌어내어져 나온 이러한 관점을 가지고 논쟁에 들어가게 된다.
슈미트의 영향력은 또한 최근의 정치 신학(정치적 개념인 세속화된 신학적 개념에 영향받은 것으로 추정되는 슈미트의 논증)에 대한 관심의 결과로도 보인다. 좋은 예로 유대계 독일 철학자인 야코프 타우베스는 슈미트에 대한 성 바울의 연구에 광범위하게 참여했다(The Political Theology of Paul {Stanford Univ. Press, 2004}를 참조하라). 그러나 타우베스의 정치신학 이해는 슈미트의 것과는 크게 달랐고, 정치적 요구를 종교에서 끌어내는 것보다는 신학적 요구가 가지는 정치적 관점을 오히려 강조했다.
비슷하게 영향력 있는 정치철학자인 레오 스트라우스는 《정치적인 것의 개념》에 대한 비평(이 비평은 한국어판에도 포함되어 있다)에 참여했고 그의 제자들에게 슈미트의 법적, 정치적 시각과는 다른 그의 시각을 전했다.
2010년 현재 한국의 헌법학에서는 켈젠(1881년생), 스멘트(1882년생), 슈미트(1888년생)를 자주 언급하는데, 이 세 교수는 모두 히틀러 시대의 동년배 학자들이다. 법실증주의의 켈젠은 스위스로 망명을 가서 나중에 미국인이 되었으며, 통합주의의 스멘트는 히틀러로부터 소외되었고, 결단주의의 슈미트는 히틀러의 헌법학자로 이름을 떨쳤다. 2010년 현재 한국 독일의 이론과 판례는 모두 스멘트의 통합주의가 통설이다. 스멘트의 한국인 제자로 허영 (헌법학자)이 있어서 권영성과 최근까지 쌍벽을 이루었다.

## 한국어로 번역된 저작
- 《정치 신학 外》슈미트의 논문 10개 수록, 김효전 옮김, 1988년, 법문사.
- 《정치적인 것의 개념》원저는 1932년, 김효전 옮김, 1995년, 법문사.
- 《대지의 노모스》, 최재훈 옮김, 1995년, 민음사.
- 《독재론》원저는 1921년, 김효전 옮김, 1996년 4월, 법원사.
- 《파르티잔-그 존재와 의미》, 김효전 옮김, 1998년, 문학과지성사.

## 같이 보기
- 독일 국민주의
- 자크 데리다
- 마이클 하트